# Ben Roy Mottelson
Ben Roy Mottelson (Chicago, 9 de julho de 1926 –  Copenhaga, 13 de maio de 2022) foi um físico estadunidense.
Foi laureado com o Nobel de Física de 1975, juntamente com Aage Niels Bohr e Leo James Rainwater, por investigações sobre o núcleo atômico.

## Morte
Ben Roy morreu no dia 13 de maio de 2022, aos 95 anos de idade.

## Obras
- com Aage Bohr: Nuclear Structure, 2 Bände, Benjamin 1975, World Scientific 1998 (deutsche Ausgabe: Hanser 1980)
- com Ikuko Hamamoto: Shape deformations in atomic nuclei, Scholarpedia 2012
- com Aage Bohr: Collective and individual aspects of nuclear structure, Kgl.Dansk Mat.Fys.Medd. Bd. 27, 1953, Nr.16, S. 7–174, pdf
- com Aage Bohr: Mat. Fys. Medd. Dan. Vid. Selsk. 30, no. 1 (1955)
- Collective motion in the nucleus, Rev. Mod. Phys., Band 29, 1957, 186
- com Aage Bohr, David Pines: Possible Analogy between the Excitation Spectra of Nuclei and Those of the Superconducting Metallic State, Phys. Rev., Band 110, 1958, S. 936–938
- com Aage Bohr: The many facets of nuclear structure, Annual Review of Nuclear Science, Band 23,1973, S. 363
- com Aage Bohr: Single particle and collective aspects of nuclear rotation, Physica Scripta Band 24, 1981, S.71